# سیارک ۳۴۹۰
سیارک ۳۴۹۰ (به انگلیسی: 3490 Solc، نامگذاری:1984SV) سه هزار و چهارصد و نودمین سیارک کشف شده‌است که در ۲۰ سپتامبر ۱۹۸۴ کشف شد.
قدر مطلق سیارک برابر ۱۳٫۴۰ است.